# 84012 Deluise
84012 Deluise este un asteroid din centura principală de asteroizi.

## Descriere
84012 Deluise este un asteroid din centura principală de asteroizi. A fost descoperit pe 2 august 2002 la Campo Imperatore, în cadrul proiectului CINEOS. Asteroidul prezintă o orbită caracterizată de o semiaxă mare de 2,22 ua, o excentricitate de 0,15 și o înclinație de 3,7° în raport cu ecliptica.